# Skogsindustri
Skogsindustrin är den industri som förädlar skogsbrukets råvaror. Ett typiskt exempel på en skogsindustrigren är sågverksindustrin som producerar trävaror som brädor och plankor av sågtimmer. Även massa- och pappersindustrin, där massabruk bereder pappersmassa av massaved och pappersbruk gör olika typer av papper och kartong av massan, brukar räknas till skogsindustrin.

## Den svenska skogsindustrin
Skogsindustrins bidrag till BNP är idag tämligen begränsat, och i minskande. 2011 utgjorde förädlingsvärdet för skogsbruk, trävaru-, massa-, pappers- och pappersvaruindustri tillsammans 2,2 procent av Sveriges BNP. 
Sverige räknas som världens tredje största exportör av sågade trävaror, massa och papper. Skogsindustrin är en av Sveriges viktigare näringsgrenar då den svarar för cirka 10-12 procent av industrins produktionsvärde, förädlingsvärde och sysselsättning. Skogsindustrin har cirka 70.000 medarbetare. 2016 omsatte svensk skogsindustri 222 miljarder kronor. Skogsindustrin står även för cirka 12 procent av Sveriges varuexport. Handeln med skogs- och träindustriprodukter ger Sverige ett exportöverskott. Skogsindustrin återfinns ofta lokaliserad till orter där just den industrin är den dominerande arbetsgivaren. Skogsindustrins viktigaste marknad är EU och det enskilt största importlandet är Tyskland.

### Kort om skogsindustrin
Skogsindustrin är en hörnsten i svensk ekonomi och en av Sveriges viktigaste basindustrier som skapar sysselsättning i hela landet. Med sin naturliga råvara spelar skogsindustrin också en nyckelroll i utvecklingen mot ett hållbart, biobaserat samhälle. Till skogsindustrin räknas företag inom massa- och pappersindustrin samt den trämekaniska industrin.

### Skogens resurser
Ur klimatsynpunkt är skogsresursen mycket värdefull: växande skogar binder koldioxid och träbaserade produkter fortsätter att lagra koldioxid under hela sin livslängd. Skogsindustrins produkter kan ersätta fossilbaserade material . Trävaror, papper, förpackningsmaterial, hygienpapper är traditionella produkter men skogsindustrin är även den största producenten och användaren av biobränslen i Sverige . Branschen producerar el av biobränslen och levererar fjärrvärme till de kommunala näten . Några företag har investerat i vindkraftverk .
Det vanligaste metoden är trakthyggesbruk, där virkesuttaget sker genom gallringar och slutavverkningar då merparten av träden tas ner och ersätts med planterade plantor, sådd eller naturlig föryngring.

### Företagsstruktur
Den svenska skogsindustrin domineras av ett fåtal börsnoterade koncerner som i regel bedriver massa- och papperstillverkning samt sågverksverksamhet. Ofta äger företagen även stora arealer skogsmark, som kompletteras med lokala inköp av rundvirke från privata skogsägare, virkeshandlare samt med centrala byten och köp de stora bolagen emellan och i viss mån även av import, speciellt från Ryssland och Baltikum. De stora svenska skogsbolagen är Billerud Korsnäs, Holmen, Stora Enso, Sveaskog, SCA och Södra Skogsägarna. Trots dessa koncentrationstendenser svarar de så kallade köpsågverken, små och medelstora sågverk som inte äger egen skog, för två tredjedelar av Sveriges produktion och export av sågade trävaror.
På massa- och papperssidan har strukturrationalisering gått så långt att endast någon enstaka privatägd aktör återstår, medan det fortfarande, åtminstone i vissa delar av södra Sverige, finns många mindre privatsågar.
Ett alternativ för landets privata skogsägare är att leverera sitt timmer och sin massaved till den kooperativa skogsägarföreningen. Skogsägarföreningarna i Sverige domineras av fyra föreningar men en tydligen geografisk indelning, där den största till antalet medlemmar, Södra Skogsägarna är verksamma främst Götaland, följt av Mellanskog i Svealand, och Norra skog i Norrland. LRF Skogsägarna är skogsägarföreningarnas centralorganisation.
Sveaskog (tidigare Assi Domän och Domänverket), som äger den största andelen av statens skogar intar en särställning. Företaget är den största ägaren av skogsmark i Sverige och levererar virke till både andra skogsindustriföretag och egna förädlingsindustrier.

### Kritik mot skogsindustrin
Den svenska skogsindustrin har mött kritik från miljöorganisationer som Greenpeace, som menar att den svenska skogen till största delen är träodlingar där många arter inte kan överleva. Enligt Naturvårdsverkets årliga miljömålsuppföljning 2017 kommer inte regeringen eller riksdagens mål om skyddet av skog att nås till år 2020 och Naturvårdsverket gjorde bedömningen att arbetet går för långsamt.